# Un padre
Un padre (Fatherhood) è un film del 2021, diretto da Paul Weitz.
La pellicola, distribuita nel giugno 2021 sulla piattaforma Netflix, è basata su vicende realmente accadute. Narra la storia di un padre che si ritrova vedovo, subito dopo la nascita della figlia, e che deve affrontare la paternità da solo, con tutte le difficoltà che ne conseguono.

## Trama
Subito dopo la nascita della figlia Maddy, la giovane Liz, moglie di Matthew, muore per un'embolia polmonare. Il neo-papà Matthew, allora, dovrà affrontare la crescita della bambina da solo, supportato dagli amici di sempre, dalla madre e dai suoceri, affrontando i pregiudizi e le difficoltà che caratterizzano la vita di un papà solo.